# Bolnhurst and Keysoe
Bolnhurst and Keysoe est une paroisse civile du Bedfordshire, en Angleterre.